# 1112 (numero)
Millecentododici (1112) è il numero naturale dopo il 1111 e prima del 1113.

## Proprietà matematiche
- È un numero pari.
- È un numero composto con 8 divisori: 1, 2, 4, 8, 139, 278, 556, 1112. Poiché la somma dei suoi divisori (escluso il numero stesso) è 988 < 1112 è un numero difettivo.
- È parte delle terne pitagoriche (834, 1112, 1390), (1112, 2085, 2363), (1112, 19305, 19337) (1112, 38634, 38650), (1112, 77280, 77288), (1112, 154566, 154570), (1112, 309135, 309137).